# QWERTZ

QWERTZ-toetsenbord zoals gebruikt in Duitsland en Oostenrijk

Het QWERTZ-toetsenbord is een computer- en typemachine-toetsenbord dat wordt toegepast in Duitssprekende regio’s. De naam is gebaseerd op de eerste zes letters linksboven op het toetsenbord: Q, W, E, R, T, en Z.
Het grote verschil met het QWERTY-toetsenbord is de omwisseling van de Z- en Y-toetsen. Dit is omdat de letter Z in het Duits veel vaker wordt gebruikt dan de letter Y. Laatstgenoemde letter komt eigenlijk alleen voor in 'geleende' woorden uit andere talen. Een andere reden is dat de letters Z en A vaak na elkaar komen in woorden in de Duitse taal.
Net zoals verscheidene varianten van het QWERTY-toetsenbord hebben QWERTZ-toetsenborden aparte toetsen voor speciale letters, bijvoorbeeld de umlauten Ä, Ö en Ü op het Duitse en Zwitsers-Duitse toetsenbord, of letters met een haček op het Tsjechische en Slowaakse toetsenbord.
QWERTZ-toetsenborden worden toegepast in de Duits- en Franstalige delen van Zwitserland, hoewel de lay-out voor de diakritische tekens op veel punten afwijkt van de Duitse. Verder vindt men in het merendeel van de landen in Oost-Europa die het Latijnse alfabet gebruiken QWERTZ-toetsenborden. Uitzonderingen hierop zijn Estland en Litouwen.

## Trivia
Een QWERTZ-toetsenbord wordt soms ook wel kezboard genoemd, omdat wanneer het woord keyboard volgens de QWERTY-methode op een QWERTZ-toetsenbord wordt getypt het 'woord' kezboard ontstaat.
QWERTY · 
AZERTY · 
QWERTZ · 
Dvorak · 
Colemak